# Distrito Quinto
Distrito Quinto es una película española de 1957 dirigida por Julio Coll y basada en una obra teatral de Josep Mª Espinás.

## Sinopsis
Cinco hombres acaban de cometer un atraco y huyen cada uno por su lado, para reunirse en un piso para repartirse el dinero, en cuanto llegue el último, Juan, que es el que lleva el botín, y a quien espera. La espera se prolonga y empiezan a sospechar que su compañero nunca vendrá. Recuerdan entonces cómo lo conocieron y cómo se desarrollaron los acontecimientos hasta ese día.
Uno de los títulos más reputados del cine policial de los años 50. Un clásico resuelto con seguridad, tanto en el ritmo como en la composición formal. Sin abandonar ese espacio único, la película da fe de una realidad social y un tiempo. Los actores saben mantener la tensión con su espectacular juego de incógnitas, conjeturas y miedos, creando un clima claustrofóbico.
Esta película es anterior a la renombrada estadounidense Reservoir Dogs de Quentin Tarantino que utiliza el mismo clima claustrofóbico de unos atracadores reunidos en un local, tras el atraco realizado, que no sale en escena sino que se adivina por los diálogos y la utilización de flashbacks parciales, para montar la historia, con la sospecha añadida que uno de ellos les traiciona.

## Premios
Medallas del Círculo de Escritores Cinematográficos
| Categoría             | Película            |
| --------------------- | ------------------- |
| Mejor director        | Julio Coll          |
| Mejor actor principal | Alberto Closas      |
| Mejor música          | Xavier Montsalvatge |
| Mejor guion           | Julio Coll          |